# Bahnhof Magdeburgerforth
Der Bahnhof Magdeburgerforth ist ein Bahnhof im Dorf Magdeburgerforth. Er war Trennungsbahnhof zweier beziehungsweise dreier Strecken der Kleinbahnen des Kreises Jerichow I, eines in den 1960er Jahren stillgelegten Schmalspurnetzes. Er ist Baudenkmal und wird als Museumsbahnhof genutzt. Seit 2000 wird vom Bahnhof ausgehend eine Schmalspurverbindung nach Altengrabow für die Museumsbahn erneuert.
Er liegt an der Kreisstraße nach Tucheim am nordöstlichen Rand des Dorfes.

## Geschichte
Am 4. April 1896 wurde Magdeburgerforth an das deutsche Eisenbahnnetz angeschlossen. An diesem Tag wurde der Streckenabschnitt von Burg über Grabow nach Magdeburgerforth eröffnet. Noch im gleichen Jahr wurde am 19. Juli 1896 die Verbindung von Magdeburgerforth nach Ziesar Ost verlängert und am 8. Oktober 1896 der Abschnitt Magdeburgerforth über Altengrabow nach Groß Lübars in Betrieb genommen. Damit war der Bahnhof Magdeburgerforth zum Trennungsbahnhof des Schmalspurnetzes geworden. Die Verbindung nach Groß Lübars wurde am 21. Juli 1902 bis Loburg und später nach Gommern verlängert.
Nach dem Zweiten Weltkrieg übernahmen zunächst die Landesbahnen Sachsen-Anhalt die Betriebsführung, ehe 1949 die Betriebsführung auf die Deutsche Reichsbahn überging. 1965 wurde das Netz schließlich stillgelegt.
2005 übernahm der Traditionsverein Kleinbahn des Kreises Jerichow I den Bahnhof Magdeburgerforth und baute ihn in der Folge zum Museumsbahnhof aus. Weiterhin wird die Schmalspurverbindung nach Altengrabow erneuert.

## Gebäude

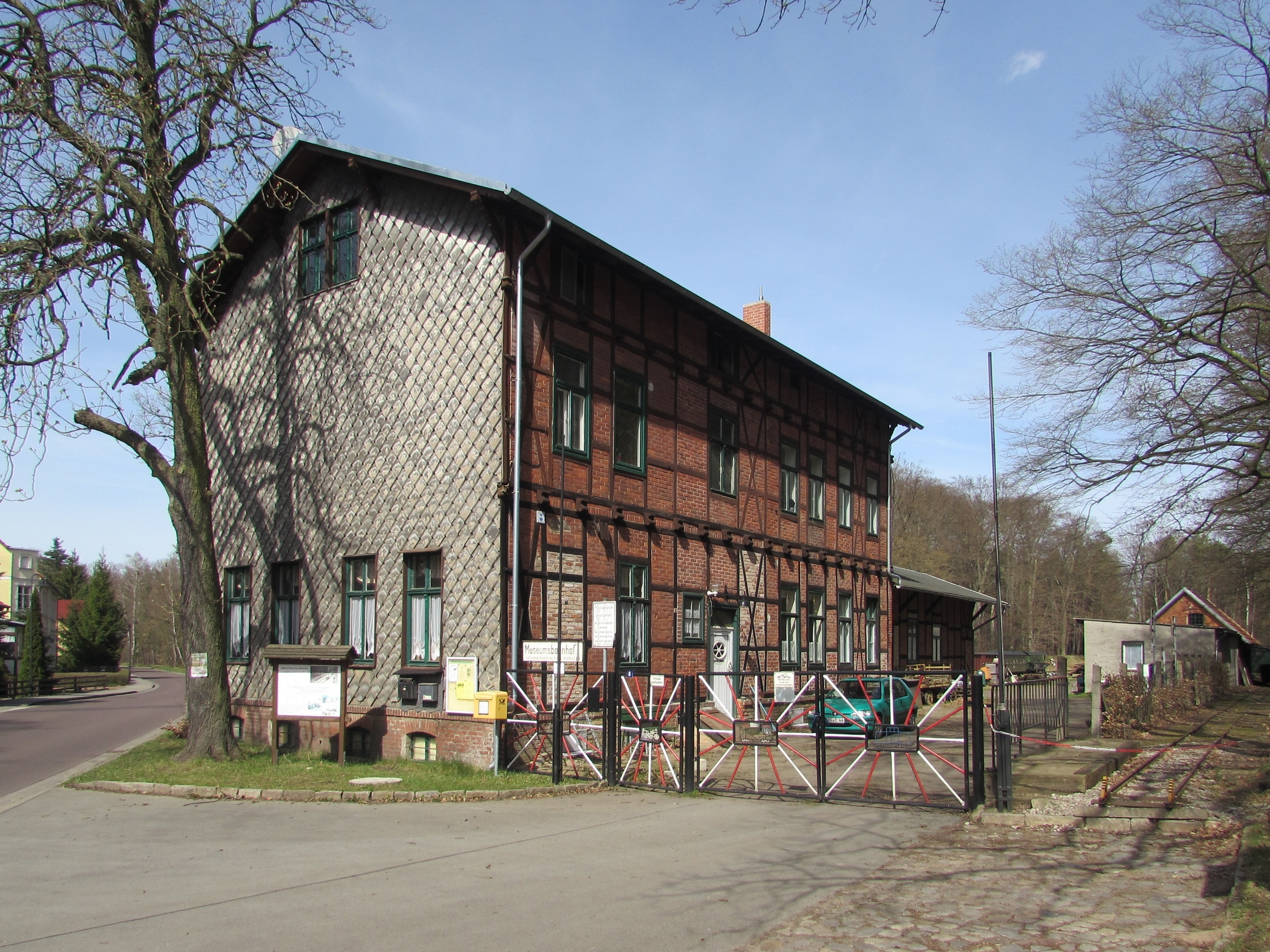
Rückseite des Bahnhofsgebäudes

Der Bahnhof Magdeburgerforth war ein viergleisiger Trennungsbahnhof und liegt an der Kreisstraße nach Tucheim am nordöstlichen Rand des Dorfes. Das zweistöckige, denkmalgeschützte Empfangsgebäude ist ein Fachwerkhaus, welches mit roten Klinkern zugesetzt wurde. Es steht traufständig zu den Gleisen beziehungsweise giebelständig zur Straße. Zu den Gleisanlagen ist eine hölzerne einstöckige Veranda mit dreiseitiger breiter Glasfront als Abfertigungsbereich vorgebaut. Diese Veranda verfügt über ein Pultdach.
Zwischen dem Erd- und dem Obergeschoss und zwischen Ober- und Dachgeschoss kragen geschnitzte Balkenköpfe zwischen Rähm und Saumschwelle hervor. Weitere Schmuckelemente sind beispielsweise Andreaskreuze. Oberhalb der Veranda befindet sich ein flaches Zwerchhaus, welches die Traufe des Daches unterbricht. Der Zugang zum Bahnhofsgebäude, eine schlichte Holztür, befindet sich an der den Gleisen abgewandten Seite. Die giebelseitige, der Straße zugewandte südwestliche Außenwand ist mit Schieferplatten eingedeckt. Das Dach ist ein Satteldach. Nordöstlich ist ein Schuppen angebaut. Weitere Schuppen befinden sich auf dem Bahnhofsgelände.